# Кайкі
Кайкі (порт. Kayky, нар. 11 червня 2003, Ріо-де-Жанейро) — бразильський футболіст, нападник англійського клубу «Манчестер Сіті».
Виступав, зокрема, за клуб «Манчестер Сіті», а також молодіжну збірну Бразилії.

## Клубна кар'єра
Народився 11 червня 2003 року в місті Ріо-де-Жанейро. Вихованець академії клубу «Флуміненсе». За юнацьку команду він забив 12 голів у 15 іграх чемпіонату Бразилії U-17 2020 року, допомігши команді здобути золоті медалі турніру.
На початку 2021 року Кайкі перевели до основного складу й 4 березня 2021 року нападник дебютував за клуб у матчі Ліги Каріока проти «Резенді» (1:2). 6 квітня 2021 року забив свій перший гол, відкривши рахунок у матчі проти «Макае» (4:0). 6 травня він став наймолодшим гравцем, який забив у Кубку Лібертадорес за «Флуміненсе», відзначившись у віці 17 років у матчі з «Хуніор де Барранкілья» (1:1). Загалом за клуб він зіграв 33 матчі в усіх турнірах і забив 4 голи.
23 квітня 2021 року Кайкі домовився про перехід у «Манчестер Сіті» за 10 мільйонів євро, а перехід планувалось здійснити в січні 2022 року. Однак у серпні було оголошено, що Кайкі приєднається одразу, а не взимку. «Флуміненсе» залишив собі відсоток від будь-яких майбутніх продажів гравця. Спочатку бразилець грав за молодіжну команду, і 26 жовтня 2021 року дебютував за «Манчестер Сіті U-21» в матчі Трофею футбольної ліги проти клубу «Ротергем Юнайтед».
7 січня 2022 року Кайкі дебютував за основу «Сіті», вийшовши на заміну Коулу Палмеру під час виїзної гри Кубка Англії проти «Свіндон Тауна» (4:1). 12 лютого 2022 року він дебютував у Прем'єр-лізі, вийшовши на заміну Ріяду Марезу у виїзній переможній грі проти «Норвіч Сіті» (4:0).
13 серпня 2022 року Кайкі на правах сезонної оренди перейшов у португальський «Пасуш ді Феррейра». Втім, заграти в «Пасуші» вінгеру не вдалося — 8 матчів у чемпіонаті й жодної результативної дії, через що у грудні 2022 року оренду достроково розірвали. Натомість у січні 2023 року гравця віддали в оренду бразильському клубу «Баїя», де він провів увесь рік. У першій половині сезону він стабільно виходив на поле, але у другій половині не провів жодного матчу, оскільки з липня 2023 року лікувався від розриву колінної зв'язки.

## Виступи за збірні
2019 року дебютував у складі юнацької збірної Бразилії (U-16). 2022 року залучався до складу молодіжної збірної Бразилії.

## Статистика виступів

### Статистика клубних виступів
| Сезон             | Команда             | Чемпіонат         | Чемпіонат | Чемпіонат | Національний кубок | Національний кубок | Національний кубок | Континентальні кубки | Континентальні кубки | Континентальні кубки | Інші змагання | Інші змагання | Інші змагання | Усього | Усього |
| Сезон             | Команда             | Ліга              | Ігор      | Голів     | Ліга               | Ігор               | Голів              | Ліга                 | Ігор                 | Голів                | Ліга          | Ігор          | Голів         | Ігор   | Голів  |
| ----------------- | ------------------- | ----------------- | --------- | --------- | ------------------ | ------------------ | ------------------ | -------------------- | -------------------- | -------------------- | ------------- | ------------- | ------------- | ------ | ------ |
| 2021              | «Флуміненсе»        | ЛК+A              | 13+11     | 3+0       | КБ                 | 4                  | 0                  | КЛ                   | 9                    | 1                    | -             | -             | -             | 37     | 4      |
| 2021–22           | «Манчестер Сіті»    | ПЛ                | 1         | 0         | КА+КЛ              | 1+0                | 0                  | ЛЧ                   | 0                    | 0                    | СА            | -             | -             | 2      | 0      |
| 2022–23           | «Пасуш ді Феррейра» | ПЛ                | 8         | 0         | КП+КЛ              | 1                  | 0                  | -                    | -                    | -                    | -             | -             | -             | 9      | 0      |
| 2023              | «Баїя»              | ЛБ+A              | 0+0       | 0         | КБ+КН              | 0                  | 0                  | -                    | -                    | -                    | -             | -             | -             | 0      | 0      |
| Усього за кар'єру | Усього за кар'єру   | Усього за кар'єру | 33        | 3         |                    | 6                  | 0                  |                      | 9                    | 1                    |               | -             | -             | 48     | 4      |